# Воскодавинцы (Казатинский район)
Воскодавинцы (укр. Воскодавинці) — село на Украине, находится в Казатинском районе Винницкой области.
Код КОАТУУ — 0521481201. Население по переписи 2001 года составляет 287 человек. Почтовый индекс — 22155. Телефонный код — 4342.
Занимает площадь 1,515 км².
В селе действует храм Покрова Пресвятой Богородицы Казатинского благочиния Винницкой епархии Украинской православной церкви.

## Адрес местного совета
22155, Винницкая область, Казатинский р-н, с.Воскодавинцы, ул.Ленина, 1